# All Star de Chuck Taylor

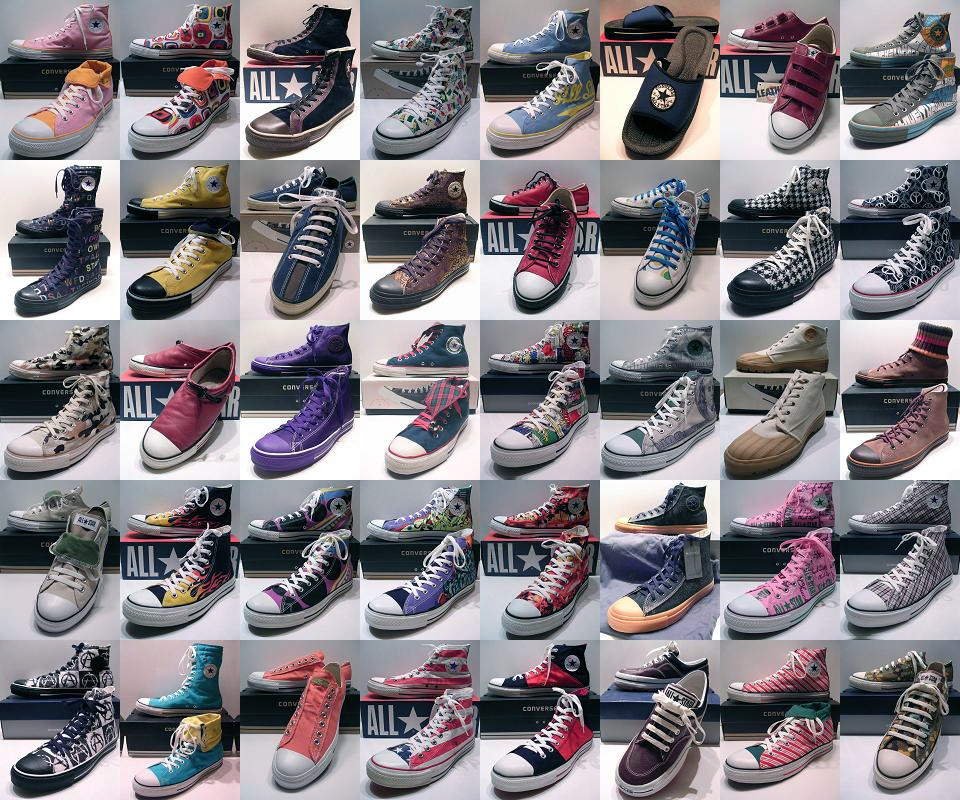
Varietat de models de Converse.

Aquestes sabatilles esportives, conegudes amb els noms d'"All Star de Chuck Taylor", "Converse All Star", "Converse" o "All Star", les produeix la marca Converse i estan fetes de tela i de cautxú. La primera producció va veure la llum l'any 1917 amb el nom de "All Star" amb la intenció de trobar l'èxit en el mercat de bambes de bàsquet. Chuck Taylor, jugador de bàsquet i representant de Converse, va introduir millores en el disseny i durant els anys vint va passar a ser portaveu de la marca.

## Història
L'any 1908, Marquis Mills Converse va fundar la companyia a Malden (Massachusetts). L'any 1917 van dissenyar unes bambes que van batejar amb el nom de All Star, eren de tela, amb la sola de cautxú i volien ser un calçat d'elit per als jugadors de la lliga de bàsquet professional. L'any 1921, un jugador que es deia Chuck Taylor va entrar a formar part de l'equip The Converse All Stars, patrocinat per aquesta companyia. Taylor va impartir uns seminaris sobre bàsquet a instituts de tot el país i, alhora que ensenyava les normes bàsiques del joc, venia bambes All Star. A més, Taylor també va introduir algunes millores en el producte, que van augmentar-ne la flexibilitat i la l'amortiment, i l'hi va afegir un pegat per protegir el turmell. Ben aviat van ser molts els jugadors de bàsquet professionals que van començar a portar All Star i els amateurs també frisaven per tenir-ne unes. Poc després, tots els atletes les portaven durant els Jocs Olímpics i, durant la Segona Guerra Mundial, els soldats les utilitzaven en els entrenaments. Durant la dècada dels seixanta, Converse va començar a expandir la companyia i va obrir més fàbriques. A més, a aquelles altures les bambes ja les portaven el noranta per cent dels jugadors de bàsquet, tant professionals com amateurs. Amb els anys, el calçat va anar guanyant popularitat i es va convertir en el preferit de molts estils i grups socials.

## Disseny
L'any 1923, Converse va decidir incorporar el nom de Chuck Taylor en els pegats que ell mateix havia introduït a les bambes, en què ja hi figurava el logotip de la marca. L'any 1930 van incorporar-hi també la firma del jugador i a partir de llavors el producte va ser conegut amb el nom de "All Star de Chuk Taylor". Al principi aquestes bambes només tenien tres models: un monocromàtic amb tant la tela com el cautxú negre, une tot blanc amb un rivet blau o vermell i un de pell negre i cautxú. Va ser després de la Segona Guerra Mundial quan es va incorporar la puntera, els cordons i la resta d'acabats de color blanc, que li van donar l'aparença blanc i negre que caracteritza el model que coneixem avui en dia. L'any 1957, van treure la versió en canya baixa de les All Star i poc després les van començar a fer en tots els colors i estampats. Actualment les segueixen fent de tots colors, estils, estampats i materials.

## Nike compra Converse

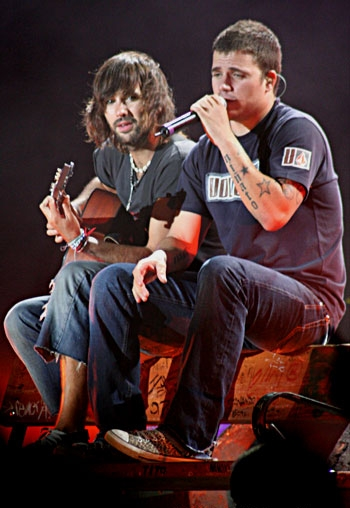
El Canto del Loco en un concert (calçant Converse)

L'any 2003, Nike va comprar el seu gran competidor, Converse, per 305 milions de dòlars. Després de l'època d'èxit de la marca, des dels anys vint fins als anys setanta aproximadament, la companyia va començar a patir els efectes de la nombrosa competència i de la manca de fons. Tot això va conduir l'empresa cap a diverses fallides i deutes, i finalment cap a la venda a Nike. Les "All Star de Chuck Taylor", igual que la resta de sabates Converse, es van començar a fabricar en països estrangers com la Xina, el Vietnam i Indonèsia. Això va portar molta controvèrsia entre els fans d'aquesta marca fins al punt que alguns van deixar de comprar-la. A més, molts d'ells van mostrar preocupació per si Nike canviava la imatge i el prestigi de les All Star i per si en feien una comercialització excessiva. Tot i que Nike no ha realitzat canvis ni en el disseny ni en la propaganda del producte, encara avui segueix en peu aquesta polèmica.

## La moda de les Converse
Amb el pas dels anys, aquestes bambes van passar de ser un calçat esportiu, principalment de bàsquet, a ser un complement de moda imprescindible per a nombrosos grups socials i estils.
A més, també hi ha molts famosos que han caigut en la moda de les Converse. En són exemples prou coneguts el grup de rock punk The Ramones o Kurt Cobain, del grup Nirvana. A Espanya, aquest calçat també s'ha posat molt de moda, sobretot entre els joves i també són molts els famosos que les porten, un exemple és la banda El Canto del Loco que fins i tot van treure una cançó, Zapatillas, en què feien referència a aquest calçat.